# Blekings-Posten
Blekings-Posten var en svensk dagstidning, utgiven i Karlskrona 1852–1884.
Blekings-Posten var en fortsättning av tidningen  Najaden som utgivits av Georg Fredrik Ameen med start 1838. Den nya tidningen trycktes på samma tryckeri och hade samma förläggare.

## Ansvariga utgivare och redaktörer
Utgivningsbevis  för  Blekings-Posten utfärdades för boktryckerifaktorn Peter Tubh 25 november 1852  (död i augusti 1853), faktor Anders Rosdahl 7 september 1853,  för Nyare Blekings-Posten för boktryckaren Carl Fredrik Skough 14 december 1857 (död 16 maj 1864) och boktryckerikonstförvandten Edward Victor Browall 25 november 1863, för Nyaste Blekings-Posten för boktryckaren Clemens Witt 13 oktober 1864 (död 15 mars 1873), varefter Browall på nytt började utgiva Nyare Blekings-Posten. 
Tidningens grundare var  Georg Fredrik Ameen som 1852 och 1853 lämnade talrika bidrag till tidningen. Maximilian Axelson var redaktör från januari till augusti 1874 sedan övertog Carl Henrik Thörnberg, som 1856-1872 varit medarbetare i tidningen, redaktionen av tidningen från september 1874 till nedläggningen 1884. Medarbetare i tidningen var Henrik af Trolle 1872-1874.

## Titel
Namnet ändrades flera gånger enligt vad som redogörs nedan:
- Blekings-Posten (1852–1857)
- Nya Blekings-Posten (1858–1864)
- Blekings-Posten (en vecka 1864)
- Nyare Blekings-Posten (maj–december 1864)
- Nyaste Blekings-Posten (1865–1873)
- Nyare Blekings-Posten (1873–1884)

## Tryckning
Typsnitt: Enbart Fraktur 1852- 1864, Fraktur och Antikva 1865- 1872 och därefter enbart Antikva.
- G. Améen & Comp. 1852 till 29 juni 1855.
- C. F. Skough 3 juli 1855 -13 maj 1864
- Skoughs sterbhusdelägares tryckeri  20 maj  till 9 september 1864.
- Clemens Witt 15 september 1864 till 14 mars 1873
- Witts sterbhusdelägares tryckeri 21 mars till 16 maj 1873
- Edward Browall 20 maj 1873 till 9 december 1884.

## Utgivning och pris
Tidning kom ut 2 dagar i veckan tisdagar och lördagar, sedan från 1855 tisdagar och fredagar, och slutligen 1877.1884 tre dagar i veckan måndag onsdag och fredag. Tidningen hade 4 sidor i folio med varierande format. Priset var 3 riksdaler 16 skilling Banco till 1857,sedan 6 riksdaler riksmynt till 1874,sedan lite lägre. Tidningen upphörde mot slutet av 1884 av ekonomiska skäl.